# Fede Castaños
Federico Bernardo de Castaños Martínez (Bilbao, Vizcaya, País Vasco, 12 de enero de 1959), conocido deportivamente como Fede Castaños, es un exfutbolista y entrenador español.

## Trayectoria como entrenador
Fue entrenador del Burgos C. F. y del C. D. Mirandés durante varias temporadas, hasta que entró en el cuerpo técnico del Racing de Santander en 2006 de la mano de Miguel Ángel Portugal.
El 15 de abril de 2012 sustituyó  interinamente a Álvaro Cervera en el banquillo del Racing frente al Villarreal Club de Fútbol en Primera División.
Entre 2011 y 2012, con Juanjo González como técnico, ocupó nuevamente el puesto de segundo entrenador en el Racing, acompañado por Pablo Pinillos como técnico auxiliar.
En abril de 2014 firmó por la Arandina C. F., que aspiraba al ascenso a la categoría de bronce. En junio de 2014 fichó como entrenador del Burgos C. F. Fue cesado en enero de 2015.